# Universíada de Verão de 1959
A I Universíada de Verão foi realizada em Turim, Itália entre 26 de agosto e 7 de setembro de 1959.

## Medalhas
O quadro de medalhas é uma lista que classifica as Federações Nacionais de Esportes Universitários (NUSF) de acordo com o número de medalhas conquistadas. Está classificado de acordo com o número de medalhas de ouro, estando as medalhas de prata e bronze como critérios de desempate em caso de países com o mesmo número de ouros.
As medalhas foram conquistadas por 19 países. O país em destaque é o anfitrião.
| Ordem                                     | País                   | Medalha de ouro | Medalha de prata | Medalha de bronze |     |
| ----------------------------------------- | ---------------------- | --------------- | ---------------- | ----------------- | --- |
| 1                                         | ITA Itália             | 18              | 10               | 10                | 38  |
| 2                                         | URS União Soviética    | 11              | 8                | 5                 | 24  |
| 3                                         | FRG Alemanha Ocidental | 6               | 9                | 10                | 25  |
| 4                                         | HUN Hungria            | 6               | 5                | 2                 | 13  |
| 5                                         | FRA França             | 4               | 2                | 8                 | 14  |
| 6                                         | GBR Grã-Bretanha       | 3               | 6                | 1                 | 10  |
| 7                                         | YUG Iugoslávia         | 3               | 3                | 2                 | 8   |
| 8                                         | TCH Checoslováquia     | 2               | 5                | 5                 | 12  |
| 9                                         | JPN Japão              | 2               | 2                | 3                 | 7   |
| 10                                        | ROU Romênia            | 2               | 1                | 2                 | 5   |
| 11                                        | POL Polônia            | 1               | 5                | 7                 | 13  |
| 12                                        | GRE Grécia             | 1               | 1                | 1                 | 3   |
|                                           | BUL Bulgária           | 1               | 1                | 1                 | 3   |
| 14                                        | GDR Alemanha Oriental  |                 | 1                |                   | 1   |
|                                           | SUI Suíça              |                 | 1                |                   | 1   |
| 16                                        | BEL Bélgica            |                 |                  | 1                 | 1   |
|                                           | ESP Espanha            |                 |                  | 1                 | 1   |
|                                           | NED Países Baixos      |                 |                  | 1                 | 1   |
|                                           | SWE Suécia             |                 |                  | 1                 | 1   |
| TOTAL                                     | TOTAL                  | 60              | 60               | 61                | 181 |
| Nenhum país lusófono conquistou medalhas. |                        |                 |                  |                   |     |

## Modalidades

### Obrigatórias
As modalidades obrigatórias são determinadas pela Federação Internacional do Esporte Universitário (FISU) e, salvo alteração feita na Assembléia Geral da FISU, valem para todas as Universíadas de Verão.
Essas foram as modalidades disputadas. Os números entre parênteses representam o número de eventos de cada modalidade:
| - Atletismo (29) - Basquetebol (1) - Esgrima (8) - Natação (15) | - Polo aquático (1) - Tênis (5) - Voleibol (1) |

### Opcional
Não houve modalidades opcionais nesta edição.